# نادي الجزع
نادي الجزع الرياضي لكرة القدم هو نادي رياضي في المهرة باليمن، ويلعب الفريق في دوري الدرجة الثانية اليمني منذ موسم 2010 الى الان وبعد عودة أنشطة كرة القدم اليمنية ومنها تصفيات تجمعات المؤهله للدرجة الثانية ضمن فريق الجزع مكانه بعد ماحسم تجمع أمانة العاصمة في المركز الأول

## تاريخ
حصل النادي على الاعتراف المبدئي من وزارة الشباب والرياضة في 2008
في نوفمبر 2024، شارك في تصفيات دوري الدرجة الثالثة «تجمع صنعاء»، وتأهل الفريق في 15 نوفمبر 2024 إلى الدرجة الثانية لكرة القدم عن "التجمع الأول صنعاء" لأندية الدرجة الثالثة المقام بصنعاء، بمشاركة ست فرق من مختلف محافظات الجمهورية، بتغلبه على فريق نادي وحدة عمران بثلاثة أهداف لصفر.